# Kozmice (okres Opava)
Kozmice (německy Kosmütz, polsky Koźmice) jsou obec v okrese Opava v Moravskoslezském kraji. Leží v severovýchodní části České republiky v oblasti nazývané Hlučínsko. Žije zde přibližně 1 900 obyvatel. V blízkosti obce se nacházejí větší města Hlučín (3 km od Kozmic), Ostrava (11 km) a Opava (21 km).

## Název
Jméno Kozmic bylo přeneseno z Benešovska v Čechách v době, kdy obě oblasti náležely pánům z Kravař (základem místního jména bylo osobní jméno Kozma, což byla varianta původně řeckého Kosmas běžného ve středověkém církevním prostředí, a místní jméno tedy mělo význam „Kozmovi lidé“).

## Historie
První písemná zmínka o obci pochází z roku 1349. Minulost Kozmic je spjatá s historií celého Hlučínska, jež patřilo střídavě k českému státu, střídavě k Německu.
V současné době žijí v Kozmicích necelé dva tisíce obyvatel na rozloze 1091 hektarů. Okolí Kozmic je určeno k rekreačnímu vyžití. V sousedním Hlučíně a částečně i na katastru Kozmic se nachází Sportovně-rekreační areál Štěrkovna a celé Hlučínsko je díky mírně zvlněné krajině s dalekými výhledy na Nízký a Hrubý Jeseník, Beskydy a do Polska vhodné k pěší turistice a k cykloturistice.
V létě 2015 byla v blízkosti Kozmic otevřena lokalita Kozmické ptačí louky s obnovenými mokřady a ptačí pozorovatelnou.

## Obyvatelstvo
| Rok            | 1869 | 1880 | 1890 | 1900  | 1910  | 1921  | 1930  | 1950  | 1961  | 1970  | 1980  | 1991  | 2001  | 2011  | 2021  |
| -------------- | ---- | ---- | ---- | ----- | ----- | ----- | ----- | ----- | ----- | ----- | ----- | ----- | ----- | ----- | ----- |
| Počet obyvatel | 905  | 912  | 954  | 1 007 | 1 070 | 1 113 | 1 252 | 1 306 | 1 486 | 1 611 | 1 764 | 1 815 | 1 811 | 1 761 | 1 843 |
| Počet domů     | 148  | 149  | 163  | 151   | 148   | 161   | 200   | 236   | 313   | 357   | 408   | 472   | 486   | 490   | 529   |

## Obecní správa
Mezi lety 1850–1973 Kozmice byly obcí v okrese Ratiboř (1850–1910), poté v okrese Hlučín (1921–1950) a později v okrese Opava. Od 1. července 1973 do 31. prosince 1992 patřily jako část města k Hlučínu a od 1. ledna 1993 jsou opět samostatnou obcí.

### Obecní symboly
Znak a vlajka byly obci uděleny rozhodnutím předsedy Poslanecké sněmovny Parlamentu České republiky dne 9. prosince 1996.